# Omar Pinzón
Omar Andrés Pinzón García (Bogotá, 17 de junio de 1989) es un nadador colombiano de estilo espalda y múltiple plusmarquista nacional. Pinzón ha competido en cuatro Juegos Olímpicos consecutivos iniciando en Atenas 2004,  donde se convirtió en el nadador colombiano más joven en participar en estos juegos. En 2011 ganó la medalla de plata en los 200 m espalda de los Juegos Panamericanos de Guadalajara, siendo el único de la natación de su país en los juegos, y la primera para un colombiano desde que lo hiciera Pablo Restrepo en los Juegos Panamericanos de Caracas 1983. Ese mismo año logró la primera medalla de oro para un nadador colombiano en la Copa Mundo FINA, haciéndolo en Singapur en la prueba de los 200 m espalda.
Pinzón asistió a la preparatoria Bolles School en Jacksonville, Florida y es graduado del Gimnasio Británico de Chía en 2005. Asistió a la Universidad de Florida en Gainesville donde nadó para el entrenador de Florida Gators Greg Troy en la NCAA desde 2006 a 2010. En su cuarto año con los Gators, Pinzón fue distinguido doce veces como All America.

## Inicios
Pinzón llegó a la Natación luego de pasar por otros deportes en los que su hiperactividad, motivo por el cual un médico le recomendó practicar un deporte,  no le permitían practicarlos de una manera adecuada. Fue cuando tenía 7 años que inicio a nadar y a competir de tal manera que en una participación en un campeonato infantil se quedó con todas las medallas que disputó.

## Trayectoria

### Juegos Olímpicos de 2004
Pinzón logró su clasificación a los Juegos Olímpicos de Atenas 2004 en el Campeonato Sudamericano de Natación  de ese mismo año al ser tercero en la prueba de los 200 m espalda con un tiempo de 2:06.20, tan sólo una centésima por arriba de la marca clasificatoria.
Ya en Atenas, Pinzón nadó en el primer heat de la eliminatorias de los 200 m espalda terminando en la tercera posición; 2:07.26 fue el tiempo final, ubicándose en la posición 35.º en la clasificación general.

### Juegos Centroamericanos y del Caribe de 2006
En los XX Juegos Centroamericanos y del Caribe, Pinzón fue el nadador colombiano que más preseas se logró adjudicar, fueron cuatro en total, tres medallas de plata en pruebas individuales y una de bronce en el relevo 4x200 de Colombia. Pinzón fue segundo en las tres distancias del estilo espalda, siendo superado en todas por el barbadense Nicholas Neckles.

### Juegos Centroamericanos y del Caribe de 2010
Pinzón inicio su preparación para los Juegos Centroamericanos y del Caribe de Mayagüez participando en el campeonato nacional universitario de Estados Unidos donde consiguió tres cuartos lugares. Seguidamente viajó a Colombia para nadar en el Campeonato Nacional Interligas en representación de Bogotá.
Fue reconocido su triunfo de ser el segundo deportista con el mayor número de medallas de la selección de Colombia en los juegos de Mayagüez 2010.
Su desempeño en la vigésima primera edición de los juegos, se identificó por ser el décimo segundo deportista con el mayor número de medallas entre todos los participantes del evento, con un total de 6 medallas

### Juegos Panamericanos Guadalajara 2011
Luego de 28 años Omar Andrés Pinzón García logró nuevamente emocionar a un país, durante 1.58.31 el colombiano trabajó por el primer lugar de los 200 m espalda, fue una prueba emocionante donde Brasil y Colombia, Omar Pinzón y Thiago Pereira se disputaron la presea de oro, donde el representante colombiano luchó brazada a brazada por obtener el tan anhelado primer lugar.

### Copa Mundo FINA de 2011
Después de una buena actuación en los Juegos Panamericanos de 2011 en donde cosechó una medalla de plata en 200 m espalda, llega con grandes chances a la copa mundo de piscina corta realizada en Singapur. Pinzón compitió en las final de los 200 m mariposa siendo cuarto, seguidamente ganó la medalla de bronce en la prueba de 100 m combinado individual y posteriormente logra salir victorioso con la medalla de oro en su especialidad, la prueba de 200 m espalda donde logra un tiempo de 1:52:27.
En la sexta parada de la Copa Mundo FINA de Natación 2011 en Pekín, Pinzón obtuvo el primer lugar en los 200 m espalda, prueba donde detuvo el cronómetro en 1.50.46, logrando nuevamente la presea de oro en este torneo internacional y llevándose también el bronce de los 50 m mariposa.
En la última parada mundial, el colombiano vuelve a adjudicarse la medalla de oro, por tercera vez en la prueba de los 200 m espalda con un tiempo de 1:51.15, seguido por los japoneses Kazuki Watanabe y Yuki Shirai.

### Juegos Olímpicos de 2012
Previo a los juegos olímpicos de Londres, Pinzón compitió en el Campeonato Sudamericano de Natación en Belem, evento clasificatorio para los juegos. En el transcurso del campeonato Pinzón ganó una medalla de oro, una de plata y tres de bronce. El oro ganado lo logró en los 200 m espalda superando al brasileño Thiago Pereira con un tiempo de 1:59.67, nuevo récord de competición; la plata llegó en la prueba de los 100 m espalda donde fue superado por Thiago Pereira, mientras tanto los bronces llegarían en los 200 combinado, el relevo 4 x 100 combinado y los 50 espalda respectivamente.
Pinzón participó en los Juegos Olímpicos de Londres 2012 en las pruebas de 100 y 200 m espalda, además de los 200 m  mariposa. En sus primeras dos apariciones no logró el paso a la siguiente ronda, posicionándose en general 32 y 34 en los 100 espalda y 200 mariposa respectivamente.
En la distancia de los 200 m espalda realizada el 1 de agosto, logró clasificar a las semifinales tras ser cuarto en su serie clasificatoria situándose en el puesto 15 de la clasificación general, y convirtiéndose en el quinto nadador colombiano después de Helmut Levy Quintero, Luis Eduardo González, Pablo Restrepo y Alejandro Bermúdez en llegar a esta instancia en los Juegos Olímpicos todos ellos obteniendo mejores ubicaciones en la general que Pinzón.
En la disputa de la semifinal, Pinzón fue octavo en su serie con un tiempo de 1:58.99. que no le permitió pasar a la final.

### Juegos Olímpicos de 2016
Pinzón clasificó con la Marca B a sus cuartos Juegos Olímpicos, que se realizaron en Río de Janeiro 2016, en donde participó en una sola prueba los 200 m Espalda donde registro un tiempo de 1:59.69, que no le alcanzó para entrar nuevamente a una semifinal y dejándolo ubicado en el pues 22 de la tabla general